# Ctenotus severus
Ctenotus severus este o specie de șopârle din genul Ctenotus, familia Scincidae, descrisă de Storr 1969. Conform Catalogue of Life specia Ctenotus severus nu are subspecii cunoscute.